# Antonio Catalano

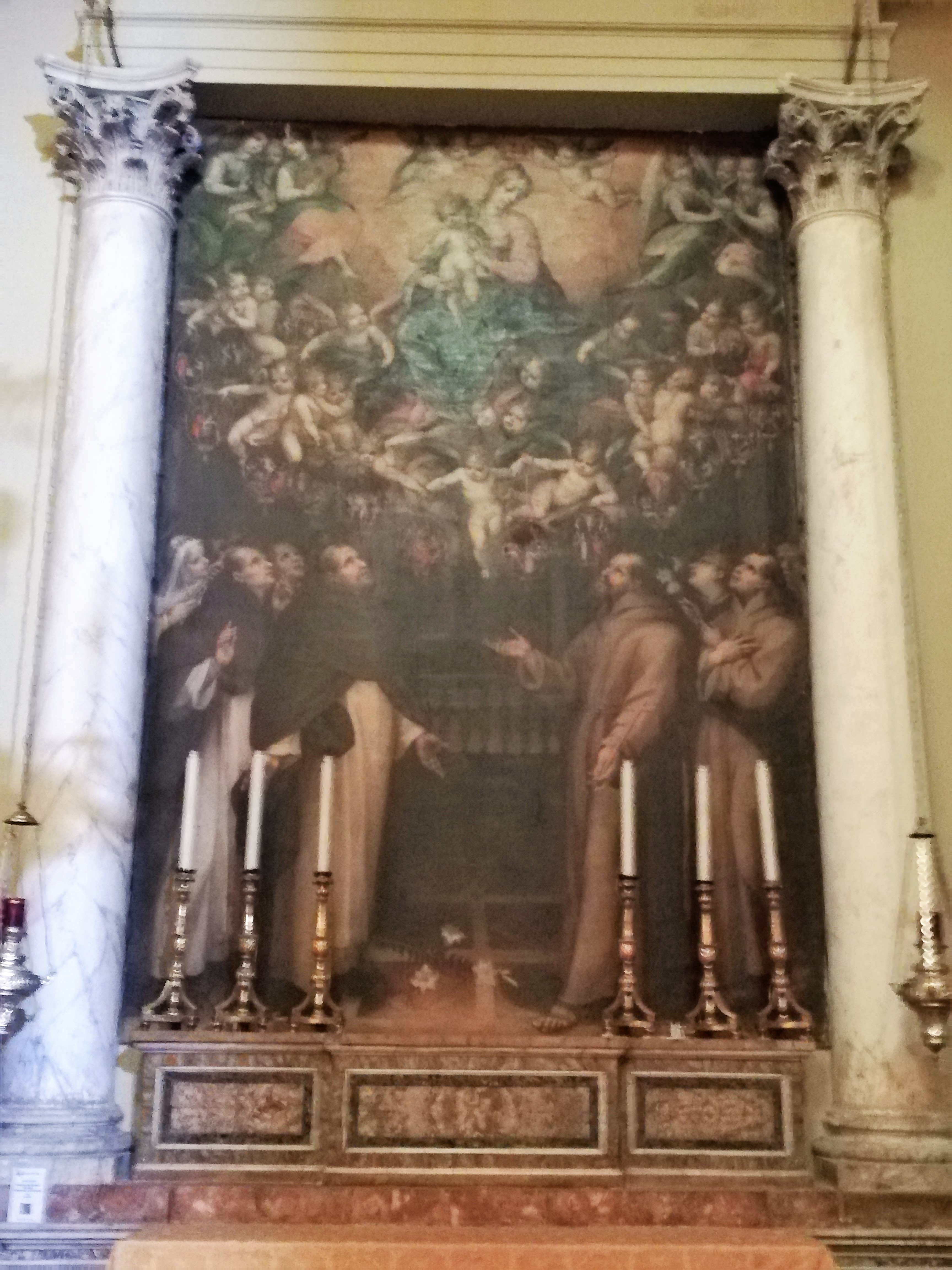
Vergine del Rosario, cattedrale di Maria Santissima Annunziata di Acireale.

Antonio Catalano, detto anche l'Antico o il Vecchio per distinguerlo dal figlio Antonio o Antonino, detto il Giovane (Messina, 1560c. – Messina, 1606c.), è stato un pittore italiano.

## Biografia
Avviato all'attività di calzolaio come il padre, ben presto manifesta l'inclinazione verso la pittura divenendo allievo di Deodato Guinaccia e di Polidoro da Caravaggio. Sono documentati soggiorni di formazione e periodi lavorativi a Roma e Bologna.
Autore di numerosi disegni di gusto polidoresco al punto da ingenerare confusione, fu anche custode dei disegni del maestro, ereditati dal figlio Antonino e andati dispersi alla morte di quest'ultimo.
Le ultime opere sono datate 1604, pertanto è verosimile sia morto a Messina nel 1606 circa; la sepoltura è documentata nella chiesa della Confraternita di San Rocco.

## Opere
Fra le sue principali opere si possono annoverare:

### Catania e provincia
- XVI secolo, Annunciazione, affresco lunetta, opera presente nella chiesa del Gesù del Collegio dei Gesuiti di Caltagirone.[1]
- XVI secolo, Vergine del Rosario ritratta con esponenti dell'Ordine domenicano e francescano: a sinistra Santa Caterina da Siena e San Domenico di Guzmán, a destra San Francesco d'Assisi e Sant'Antonio di Padova, e ancora Sant'Agata, opera custodita nella Cappella di Nostra Signora del Rosario della cattedrale di Maria Santissima Annunziata di Acireale.

### Messina e provincia
- 1602, Madonna con il Bambino fra San Giovanni Battista, San Filippo e Giacomo, dipinto su tela, opera custodita nel duomo di Sant'Agata di Alì.[2]
- XVII secolo, Sant'Anna raffigurata tra Santi, dipinto su tela, opera custodita nel duomo di San Giovanni Battista di Castanea delle Furie.[3]
- XVII secolo, Immacolata, dipinto su tela, opera custodita nel duomo di San Giovanni Battista di Castanea delle Furie.[4]
- 1597, Natività, dipinto su tavola (copia del medesimo soggetto di Polidoro da Caravaggio proveniente dalla chiesa di Santa Maria d'Altobasso e ora nel Museo regionale di Messina), opera custodita nella chiesa dell'Immacolata del convento dell'Ordine dei frati minori cappuccini di Gesso.[5]
- XVI secolo, Santa Maria degli Angeli con San Giovanni che addita Gesù Cristo, dipinto su tela, opera documentata nella chiesa di Santa Maria di Gesù di Messina.[6]
- XVI secolo, Vergine con San Giacinto, dipinto, opera documentata nella primitiva chiesa di San Domenico di Messina.[3][7]
- XVI secolo, Vergine dei Bianchi, dipinto su impronta degli affreschi, opera documentata nella primitiva chiesa di San Domenico di Messina.[3]
- XVI secolo, Madonna con Bambino raffigurata fra San Diego Confessore, San Francesco d'Assisi e Ludovico d'Angiò, dipinto, opera documentata nella chiesa di San Francesco d'Assisi all'Immacolata di Messina.
- XVI secolo, Cristo alla colonna, dipinto, opera documentata nella chiesa di San Francesco d'Assisi all'Immacolata di Messina.[8]
- XVI secolo, Presentazione, dipinto, opera documentata nella chiesa di San Nicolò dei Gentiluomini di Messina.[9]
- XVI secolo (?), Trasfigurazione su Monte Tabor, dipinto, opera documentata nella chiesa di San Giovanni Battista del Collegio dei Gesuiti di Messina.[10]
- 1602, Trasfigurazione, dipinto, opera documentata nella chiesa del Santissimo Salvatore di Messina.[5]
- XVI secolo, Crocefissione, dipinto, opera documentata nella chiesa di San Giuliano di Messina.[11]
- XVI secolo, Vergine degli Angeli, dipinto, opera documentata nella chiesa di Santa Chiara di Messina.[3]

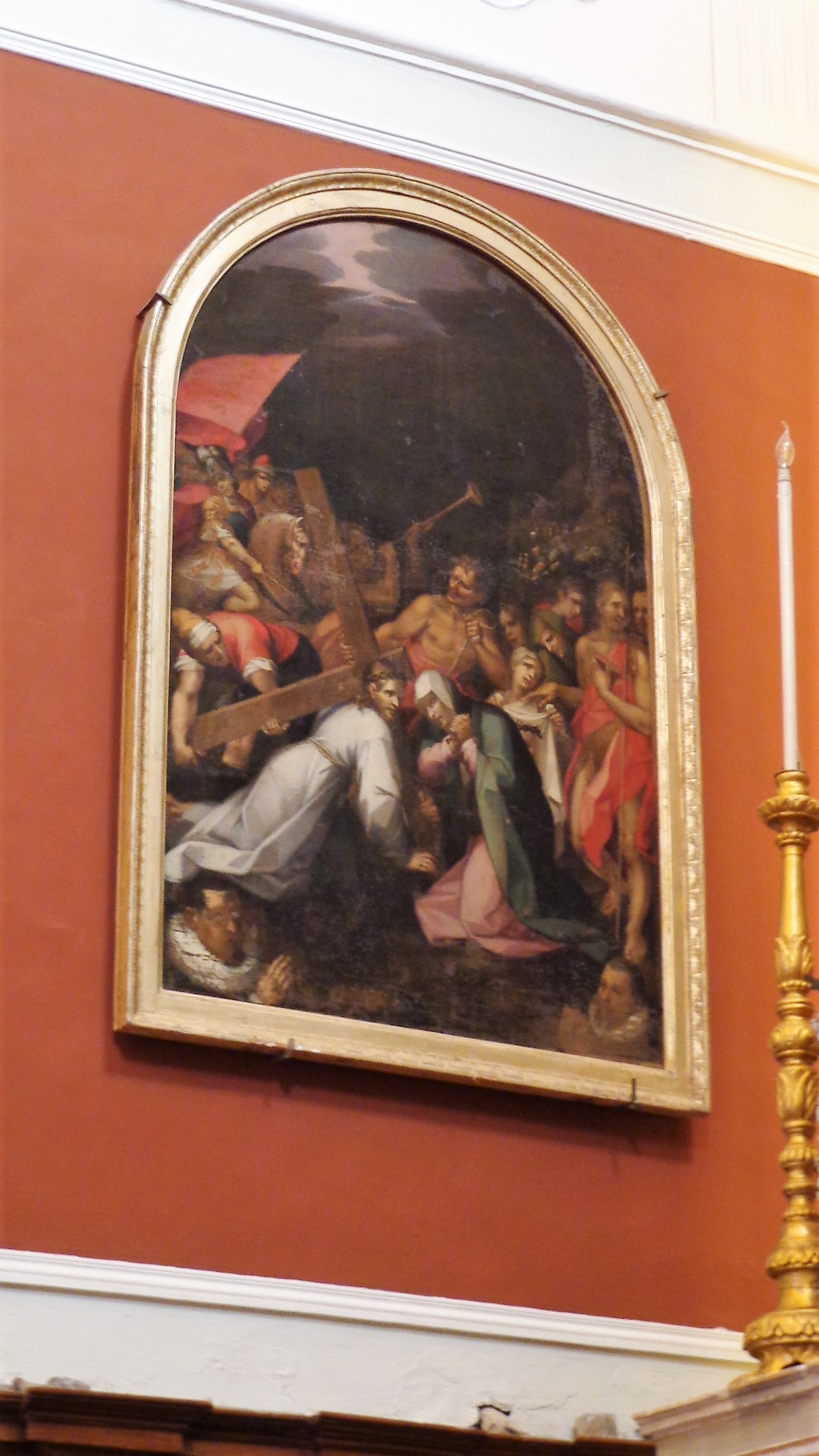
Andata al Calvario, abside duomo di Santa Maria Assunta di Novara di Sicilia.

- XVI secolo, Vergine raffigurata tra San Pietro e San Paolo, dipinto, opera documentata nella chiesa dell'Indirizzo di Messina.[3]
- XVI secolo, San Placido e compagni, dipinto, opera documentata nella chiesa dell'Indirizzo di Messina.[3]
- XVI secolo, Vergine, dipinto, opera documentata nella chiesa di Sant'Erasmo di Messina.[3]
- XVI secolo, Sant'Antonio di Padova, dipinto, opera documentata nella chiesa di San Francesco d'Assisi all'Immacolata di Messina.[3]
- XVI secolo, Flagellazione, dipinto, opera documentata nella chiesa di San Francesco d'Assisi all'Immacolata di Messina.[3]
- XVI secolo, San Domenico e San Francesco, dipinto, opera documentata nella chiesa di San Francesco d'Assisi all'Immacolata di Messina.[3]
- XVI secolo, Vergine del Rosario, dipinto, opera documentata nella chiesa dell'Annunziata alla Zaera di Messina.[3]
- XVI secolo, Santa Maria di Portosalvo, dipinto, opera documentata nella chiesa dei Marinai di Messina.[3]
- XVI secolo, Vergine degli Angeli, dipinto, opera documentata nella chiesa di Santa Maria di Gesù Inferiore di Messina.[3]
- XVI secolo, Discesa dello Spirito Santo, dipinto, opera documentata nella chiesa di Santa Maria di Gesù Inferiore di Messina.[3]
- XVI secolo, Stimmate di San Francesco, dipinto, opera documentata nella chiesa di Santa Maria di Gesù Inferiore di Messina.[3]
- XVI secolo, Vergine dell'Idria, dipinto, opera documentata nella chiesa di Santa Maria del Soccorso di Messina.[4]
- XVI secolo, Invenzione della Croce, dipinto, opera documentata nella sagrestia della chiesa di Sant'Elena di Messina.[4]
- XVI secolo, Santissimo Crocifisso, dipinto, opera documentata nella chiesa di San Giuliano di Messina.[4]
- XVI secolo, Santa Maria del Bosco, dipinto, opera documentata nella chiesa di Santa Maria del Bosco di Messina.[4]
- 1600, Sacra Famiglia, dipinto su tela, opera custodita nella chiesa di San Francesco di Mistretta.[12]
- 1598, Caduta di Cristo o Spasimo o L'andata al Calvario, dipinto su tela, opera custodita nel duomo di Santa Maria Assunta di Novara di Sicilia.
- XVI secolo, dipinto,Trionfo della Madonna del Rosario tra Santi ,custodito nella chiesa parrocchiale San Nicola di Bari, San Filippo Superiore.

### Palermo e provincia
- 1601, Madonna degli Angeli, dipinto su tela, opera custodita nella chiesa del convento dei Cappuccini di Castelbuono.[13]
- 1598, Vergine con Sant'Anna, dipinto, opera documentata nella Cappella de' Guerreri della chiesa dell'Ordine dei frati conventuali di Cefalù.[5]

### Siracusa e provincia
- XVI secolo, Sette Arcangeli, dipinto su tela, opera custodita nel chiesa del Collegio di Siracusa.

### Opere sparse
- XVI secolo, Annunciazione, dipinto su tavola, opera custodita nella chiesa di Maria Santissima Annunziata di Sant'Alessio in Aspromonte.
- 1600, Sposalizio di Santa Caterina, dipinto, opera documentata nella chiesa di Santa Maria di Gesù e convento dell'Ordine dei Frati Minori Osservanti di La Valletta, Malta.[5][14]